# Maximilian Schell
Maximilian Schell (8 tháng 12 năm 1930 – 1 tháng 2 năm 2014) 
là một diễn viên truyền hình và diễn viên sân khấu người Thụy Sĩ và Áo. Ông cũng đã viết kịch bản, đạo diễn và sản xuất một số bộ phim của mình . Ông đã giành giải Oscar cho nam diễn viên chính xuất sắc nhất cho vai diễn của mình trong bộ phim năm 1961 của Mỹ Judgment at Nuremberg. Đây là vai diễn thứ hai của Schell tại Hollywood. Cha mẹ của ông tham gia vào nghệ thuật và ông đã lớn lên cùng với kịch nghệ và văn học. Khi ông còn nhỏ, gia đình ông chạy khỏi Vienna năm 1938, khi Áo bị Đức Quốc xã sáp nhập, và họ định cư tại Zurich, Thụy Sĩ. Sau Thế chiến II kết thúc, Schell đã tham gia diễn xuất và đạo diễn. Ông đã xuất hiện trong nhiều bộ phim của Đức, thường với nội dung chống chiến tranh, trước khi chuyển đến Hollywood.

## Sự nghiệp phim ảnh
| Tên                                | Năm  | Vai diễn                                 | Notes |
| ---------------------------------- | ---- | ---------------------------------------- | --- |
| Kinder, Mütter und ein General     | 1955 | Deserteur                                | |
| de                                 | 1956 | Alexander Haller                         | |
| The Last Ones Shall Be First       | 1957 | Lorenz Darrandt                          | |
| The Young Lions                    | 1958 | Captain Hardenberg                       | |
| Hamlet                             | 1961 | Hamlet                                   | Television film. Used in an episode of Mystery Science Theater 3000 |
| Judgment at Nuremberg              | 1961 | Hans Rolfe                               | Academy Award for Best Actor Golden Globe Award for Best Actor – Motion Picture Drama New York Film Critics Circle Award for Best Actor Nominated – BAFTA Award for Best Actor in a Leading Role Nominated – Laurel Award for Top Male Dramatic Performance    |
| Five Finger Exercise               | 1962 | Walter                                   | |
| The Reluctant Saint                | 1962 | Giuseppe                                 | |
| The Condemned of Altona            | 1962 | Franz von Gerlach                        | |
| Topkapi                            | 1964 | Walter Harper                            | |
| Return from the Ashes              | 1965 | Stanislaus Pilgrin                       | |
| The Deadly Affair                  | 1966 | Dieter Frey                              | |
| The Castle                         | 1968 | 'K.'                                     | |
| Counterpoint                       | 1968 | General Schiller                         | |
| Heidi                              | 1968 | Richard Sessemann                        | Television film |
| The Desperate Ones                 | 1968 | Marek                                    | |
| Simón Bolívar                      | 1969 | Simón Bolívar                            | |
| Krakatoa, East of Java             | 1969 | Captain Hanson                           | |
| Erste Liebe                        | 1970 | Father                                   | San Sebastián International Film Festival Silver Seashell Nominated – Academy Award for Best Foreign Language Film |
| fr                                 | 1972 | Michele Cantarini                        | |
| Pope Joan                          | 1972 | Adrian                                   | |
| The Pedestrian                     | 1973 | Andreas Giese                            | Golden Globe Award for Best Foreign Language Film Nominated – Academy Award for Best Foreign Language Film |
| The Odessa File                    | 1974 | Eduard Roschmann                         | |
| The Rehearsal                      | 1974 |                                          | |
| The Day That Shook the World       | 1975 | Djuro Sarac                              | |
| Der Richter und sein Henker        | 1975 | Robert Schmied on Audiotape              | Voice; uncredited role San Sebastián International Film Festival Silver Seashell |
| The Man in the Glass Booth         | 1975 | Arthur Goldman                           | Nominated – Academy Award for Best Actor Nominated – Golden Globe Award for Best Actor - Motion Picture Drama |
| St. Ives                           | 1976 | Dr. John Constable                       | |
| Cross of Iron                      | 1977 | Captain Stransky                         | |
| Julia                              | 1977 | Johann                                   | New York Film Critics Circle Award for Best Supporting Actor Nominated – Academy Award for Best Supporting Actor Nominated – Golden Globe Award for Best Supporting Actor Nominated – National Society of Film Critics Award for Best Supporting Actor         |
| A Bridge Too Far                   | 1977 | Lieutenant General Bittrich              | |
| Players                            | 1979 | Marco                                    | |
| Avalanche Express                  | 1979 | Bunin                                    | |
| The Black Hole                     | 1979 | Dr. Hans Reinhardt                       | |
| Together?                          | 1979 | Giovanni                                 | |
| The Diary of Anne Frank            | 1980 | Otto Frank                               | Television film |
| The Chosen                         | 1981 | Professor David Malter                   | |
| de                                 | 1983 | Sándor Korvin / The Phantom of the Opera | Television film |
| fr                                 | 1983 | Fabrice                                  | |
| Man Under Suspicion                | 1984 | Lawyer Landau                            | |
| The Assisi Underground             | 1985 | Col. Müller                              | Television film 175 phút |
| Peter the Great                    | 1986 | Peter the Great                          | TV miniseries |
| it                                 | 1989 | Aaron                                    | |
| The Freshman                       | 1990 | Larry London                             | |
| Young Catherine                    | 1991 | Frederick the Great                      | |
| Miss Rose White                    | 1992 | Mordecai Weiss                           | Television film Nominated – Primetime Emmy Award for Outstanding Lead Actor in a Miniseries or a Movie |
| Stalin                             | 1992 | Vladimir Lenin                           | Television film CableACE Award for Supporting Actor in a Movie or Miniseries Golden Globe Award for Best Supporting Actor - Series, Miniseries or Television Film Nominated – Primetime Emmy Award for Outstanding Supporting Actor in a Miniseries or a Movie |
| Candles in the Dark                | 1993 | Colonel Arkush                           | Television film Also director |
| Justice                            | 1993 | Isaak Kohler                             | |
| A Far Off Place                    | 1993 | Colonel Mopani Theron                    | |
| Abraham                            | 1994 | Pharaoh                                  | Television film |
| Little Odessa                      | 1995 | Arkady Shapira                           | |
| The Thorn Birds: The Missing Years | 1996 | Cardinal Vittorio                        | TV miniseries |
| Telling Lies in America            | 1997 | Istvan Jonas                             | |
| The Eighteenth Angel               | 1998 | Father Simeon                            | |
| Left Luggage                       | 1998 | Mr. Silberschmidt                        | |
| Vampires                           | 1998 | Cardinal Alba                            | |
| Deep Impact                        | 1998 | Jason Lerner                             | |
| Joan of Arc                        | 1999 | Brother Jean le Maistre                  | TV miniseries |
| I Love You, Baby                   | 2000 | Walter Ekland                            | |
| Festival in Cannes                 | 2001 | Viktor Kovner                            | |
| Coast to Coast                     | 2003 | Casimir                                  | Television film |
| The House of Sleeping Beauties     | 2006 | Kogi                                     | |
| The Shell Seekers                  | 2006 | Lawrence Sterne                          | TV miniseries |
| The Brothers Bloom                 | 2008 | Diamond Dog                              | |

## Các giải thưởng và đề cử khác
- 1961: Giành giải Oscar cho Nam diễn viên xuất sắc nhất cho bộ phim Mỹ "Judgment tại Nuremberg".
- 1965: Ondas Award (Nam diễn viên xuất sắc nhất)
- 1979: Golden Hugo Award for Tales from the Vienna Woods
- 1980: German Film Award in Silver (program-filling feature film) for Tales from the Vienna Woods
- 1984: German Film Award, Film Award for the role Morning in Alabama
- 1985: Golden Globe nomination (documentary) for Marlene
- 1985: Merit Cross 1st Class of the Federal Republic of Germany (Verdienstkreuz 1. Klasse)
- 1985: Đề cử giải Oscar cho phim tài liệu hay nhất cho phim Marlene
- 1990: Giải danh dự của Giải phim Đức
- 1992: Đề cử Giải Emmy (Nam diễn viên xuất sắc nhất) trong phim truyền hình Miss Rose White
- 1999: Method Fest for Lifetime Achievement
- 1999: Platinum Romy for Lifetime Achievement
- 2000: Satellite Award, Mary Pickford Award for Lifetime Achievement
- 2002: Austrian Cross of Honour for Science and Art, 1st class[3]
- 2002: Bambi Award
- 2006: Honorary Award of the Bavarian Film Awards for artistic mastery and humanism
- 2008: Diva Award for Lifetime Achievement
- 2009: Premio Roma
- 2009: Bambi Award for Lifetime Achievement
- 2011: Honorary Award of the Bernhard Wicki Film Award – The Bridge[4]